# Хеслер, Петер
Петер Хеслер (1 ноября 1958, Мишкольц, Венгрия — 15 августа 2009, Сегед, Венгрия) — венгерский физик. Известен исследованиями в области лазерного синтеза наночастиц. Занимался также исследованиями в сфере нанотехнологий, физики конденсированного состояния, материаловедения, колебаний и шумов, лазеров и во многих других передовых областях физики.

## Биография
Одним из его ранних трудов, получивших известность, был посвящён феномену так называемого квантового 1/f шума. В частности, Хеслер в данной работе отрицал существование данного явления и заявлял, что его теоретическая модель неверна. Модель квантового 1/f шума, фотоны и начальное состояние системы опускались в уравнениях, и такого рода ошибки послужили поводом для неверных математических прогнозов относительно существования колебаний, которые просто не могут существовать, так как это идёт вразрез с правилами квантовой электродинамики.
Возможно, его наиболее важным открытием является возможность применения теплового излучения от наночастиц в ходе лазерного синтеза. Спектральный анализ такого рода излучения может стать в дальнейшем мощным инструментом изучения химических реакций и их динамики в ходе формирования наночастиц под воздействием лазера.

## Научная карьера
Степень кандидата наук Хеслер получил ещё в Сегедском университете в Венгрии в 1988 году. Доцентом стал в 1944 году в Университете Уппсалы в Швеции. Наибольших результатов в ходе своих исследований Хеслер достиг именно в этих университетах. Помимо физики и технологий Петер Хеслер интересовался также историей и культурой. Его также интересовала взаимосвязь между религией и наукой.

### Публикации
- Proc. SPIE Fluctuations and Noise in Photonics and Quantum Optics II, Vol. 5468, (Ed. Peter Heszler), Maspalomas, Spain, May 26-28 May 2004, ISBN 9780819453914.